# Folgoso del Monte
Folgoso del Monte es una localidad española deshabitada del municipio de Molinaseca, provincia de León.

## Historia
Pascual Madoz describía así la localidad a mediados del siglo XIX:

Lugar en la provincia de León, partido judicial de Ponferrada, diócesis de Astorga, Audiencia Territorial y capitanía general de Valladolid, ayuntamiento de Molinaseca: situado en la ladera sur de uno de los ramales de Foncebadón y derecha del río Tablatelio; su clima es bastante sano. Tiene 28 casas cubiertas de paja; iglesia parroquial (Santa Ana), matriz de la de las Tejadas, ...; y buenas aguas potables. Confina S. con el anejo...  El terreno es de mediana calidad y en gran parte de regadío, hay mucho arbolado de roble... Población: 25 vecinos, 107 almas. Contribución: con el ayuntamiento.

El pueblo está situado en las laderas que conducen hacia la comarca del Bierzo desde Astorga (León), dotado de unas vistas únicas, goza de bellos parajes. De dicho pueblo parte el arroyo de la Fuente, que a su vez desemboca en el arroyo de las Tejadas del cual se coge el agua para el consumo en Molinaseca. Actualmente se encuentra "habitado" por una explotación bovina en extensivo y al menos una persona, sin duda enviada aquí por los pobladores actuales de Matavenero.
En los siglos XIX y XX gozaba de una salud poblacional buena ya que las explotaciones mineras de Onamio (Coto Wagner de MSP), daban a sus vecinos cierta libertad económica. Pero tras los escasos esfuerzos de las autoridades locales por dotar al pueblo de unas vías de comunicación acordes al siglo XX, hacia finales de los años ´70 los pocos habitantes que quedaban se vieron obligados a abandonar sus pertenencias y reubicarse en núcleos poblacionales colindantes.